# Heliconius demophoon
Heliconius demophoon är en fjärilsart som beskrevs av Ménétriés 1857. Heliconius demophoon ingår i släktet Heliconius och familjen praktfjärilar. Inga underarter finns listade i Catalogue of Life.